# ناحیه بالای رودخانه
ناحیه بالای رودخانه (به لاتین: Upper River Division) یک منطقهٔ مسکونی در گامبیا است که در گامبیا واقع شده‌است.